# Microcharon agripensis
Microcharon agripensis là một loài chân đều trong họ Microparasellidae. Loài này được Galassi, De Laurentiis & Pesce miêu tả khoa học năm 1995.